# 브러일라주

주 문장

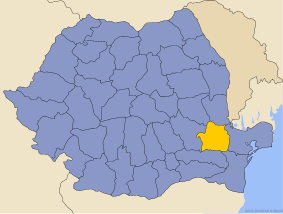
브러일라 주의 위치

브러일라주(루마니아어: Judeţul Brăila)는 루마니아 남동부 문테니아 지방에 위치한 주로, 주도는 브러일라이며 면적은 4,766km2, 인구는 373,174명(2002년 기준), 인구 밀도는 78명/km2, ISO 3166-2 코드는 RO-BR이다. 동쪽으로는 툴체아 주, 서쪽으로는 부저우 주, 북쪽으로는 갈라치 주와 브란체아 주, 남쪽으로는 이알로미차 주, 콘스탄차 주와 접하며 1개 시와 3개 마을, 40개 지방 자치체를 관할한다.
주 전체 인구 가운데 98%는 루마니아인이며 로마인과 러시아인, 리포반 러시아인, 아로마니아인 등 소수 민족도 거주한다.